# Накаяма (посёлок)
Накаяма (яп. 中山町 Накаяма-мати) — посёлок в Японии, находящийся в уезде Хигасимураяма префектуры Ямагата. Площадь посёлка составляет 31,23 км², население — 11 573 человека (1 августа 2014), плотность населения — 370,57 чел./км².

## Географическое положение
Посёлок расположен на острове Хонсю в префектуре Ямагата региона Тохоку. С ним граничат города Ямагата, Тендо, Сагаэ и посёлки Яманобе, Оэ.

## Население
Население посёлка составляет 11 573 человека (1 августа 2014), а плотность — 370,57 чел./км². Изменение численности населения с 1980 по 2005 годы:
| 1980 | 11 624 чел. |  |
| 1985 | 11 873 чел. |  |
| 1990 | 11 773 чел. |  |
| 1995 | 12 390 чел. |  |
| 2000 | 12 573 чел. |  |
| 2005 | 12 523 чел. |  |

## Символика
Деревом посёлка считается гинкго, цветком — подсолнечник однолетний.